# Turbinaria (scleractinia)

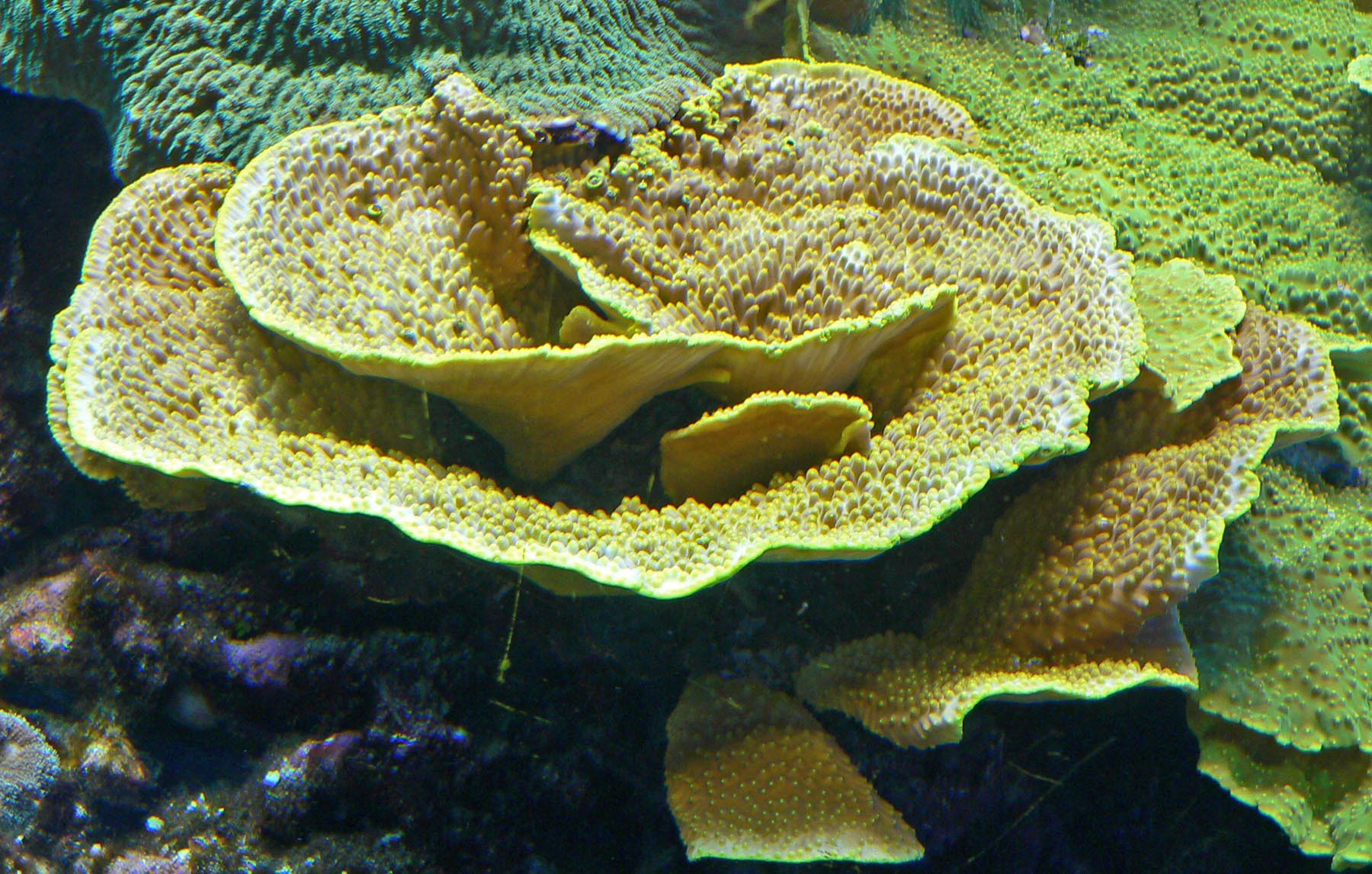
Turbinaria reniformis

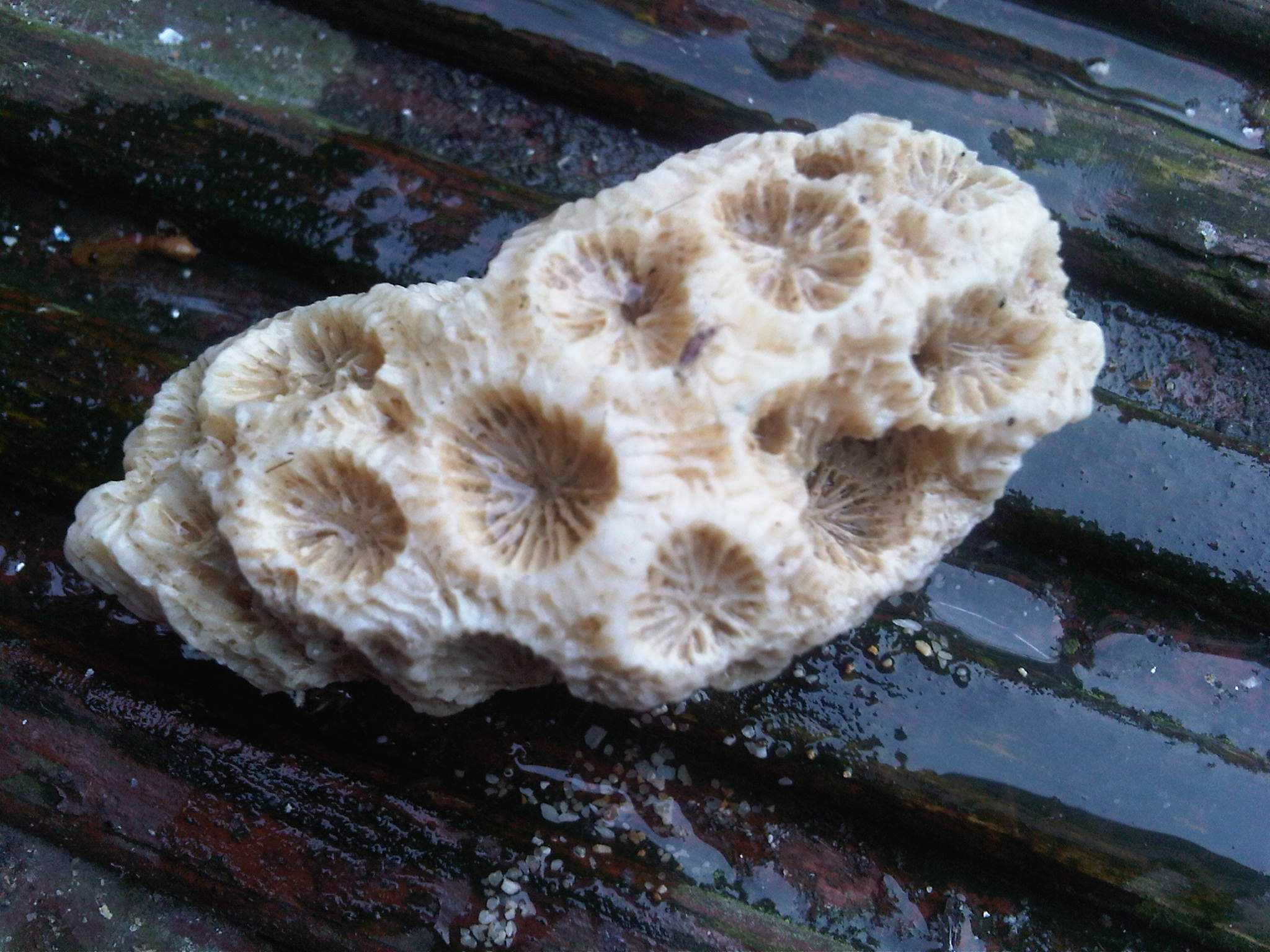
Esqueleto de T. peltata

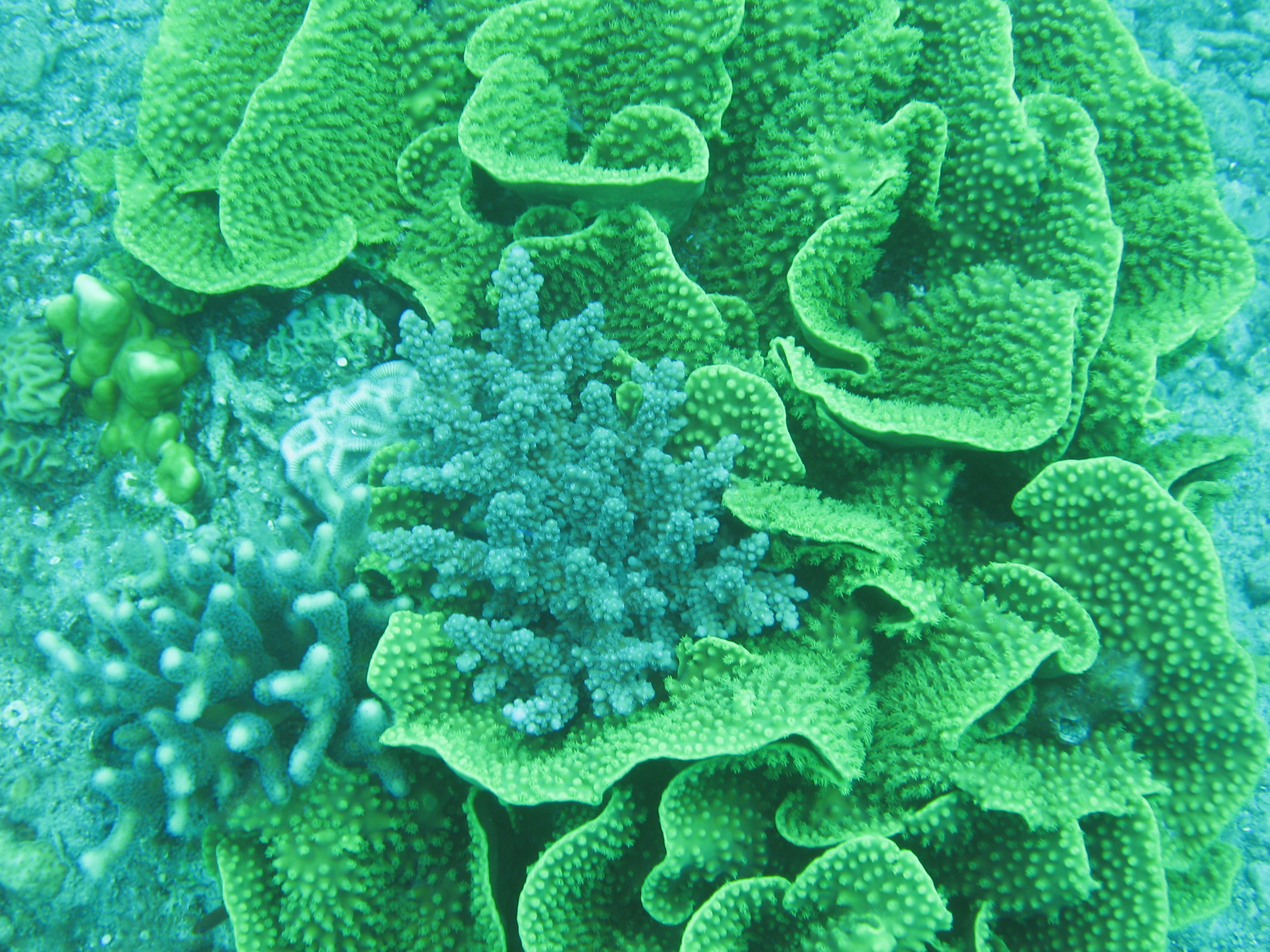
Turbinaria en el Mar Rojo

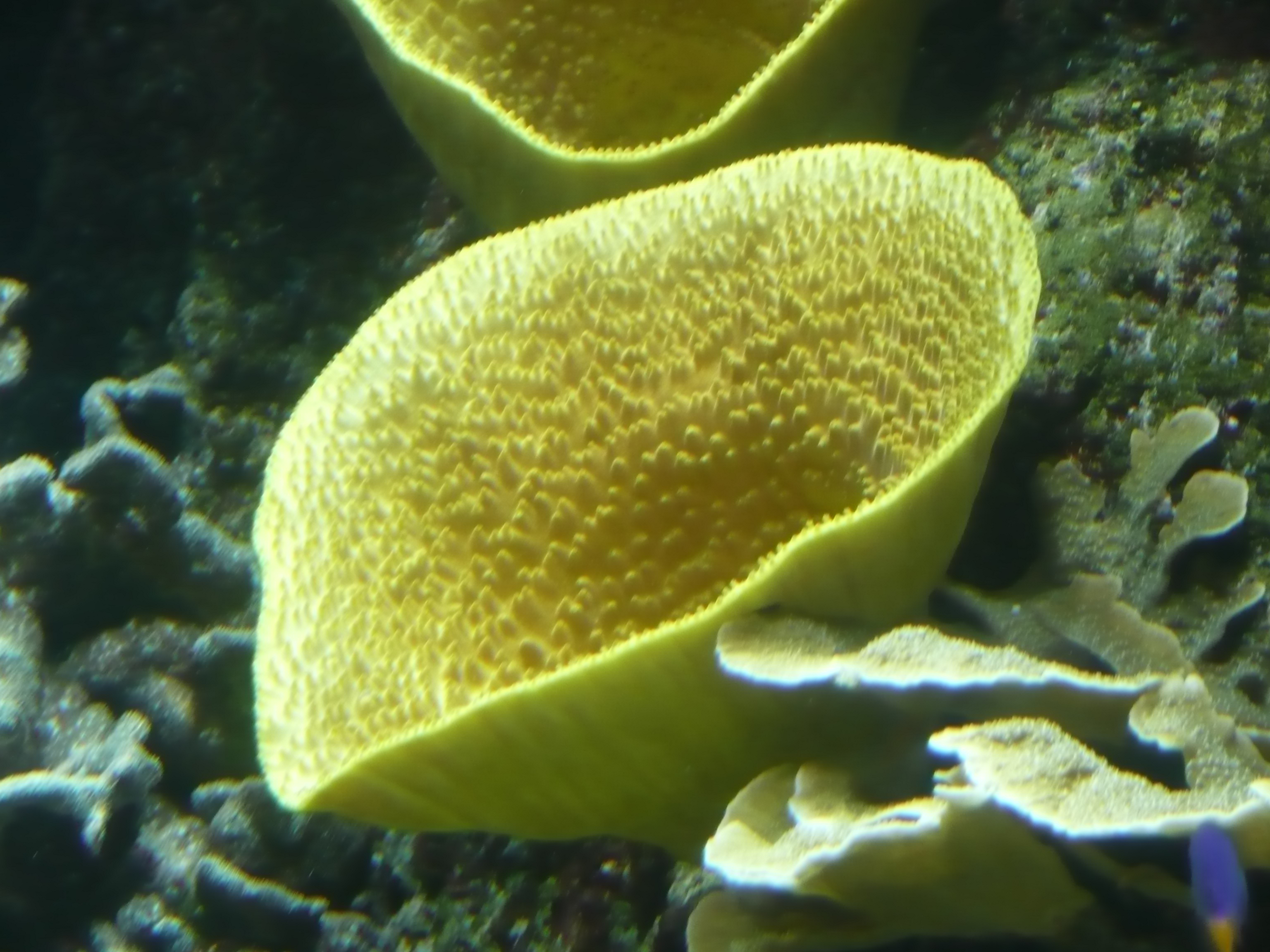
T. reniformis

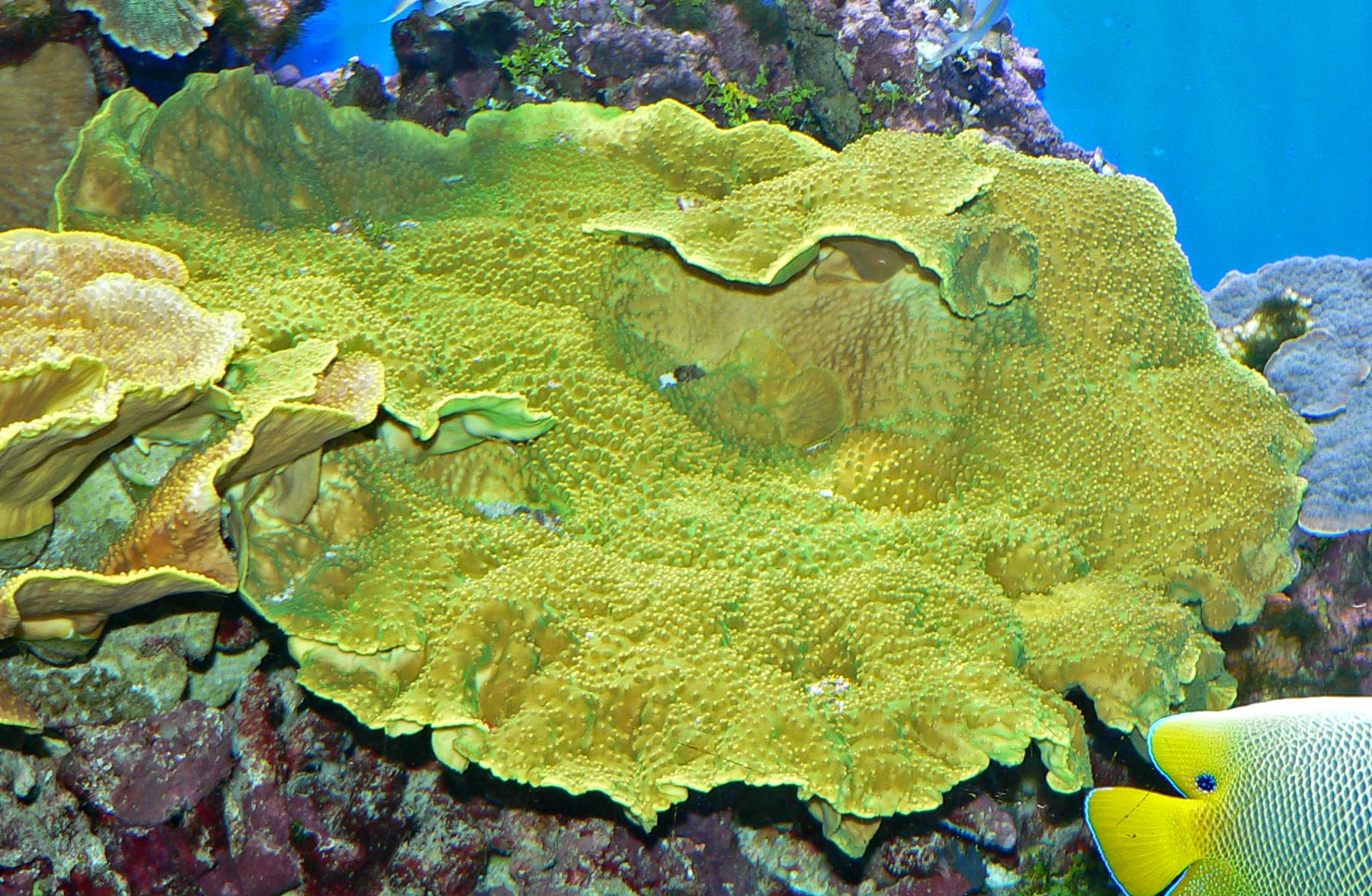
T. reniformis

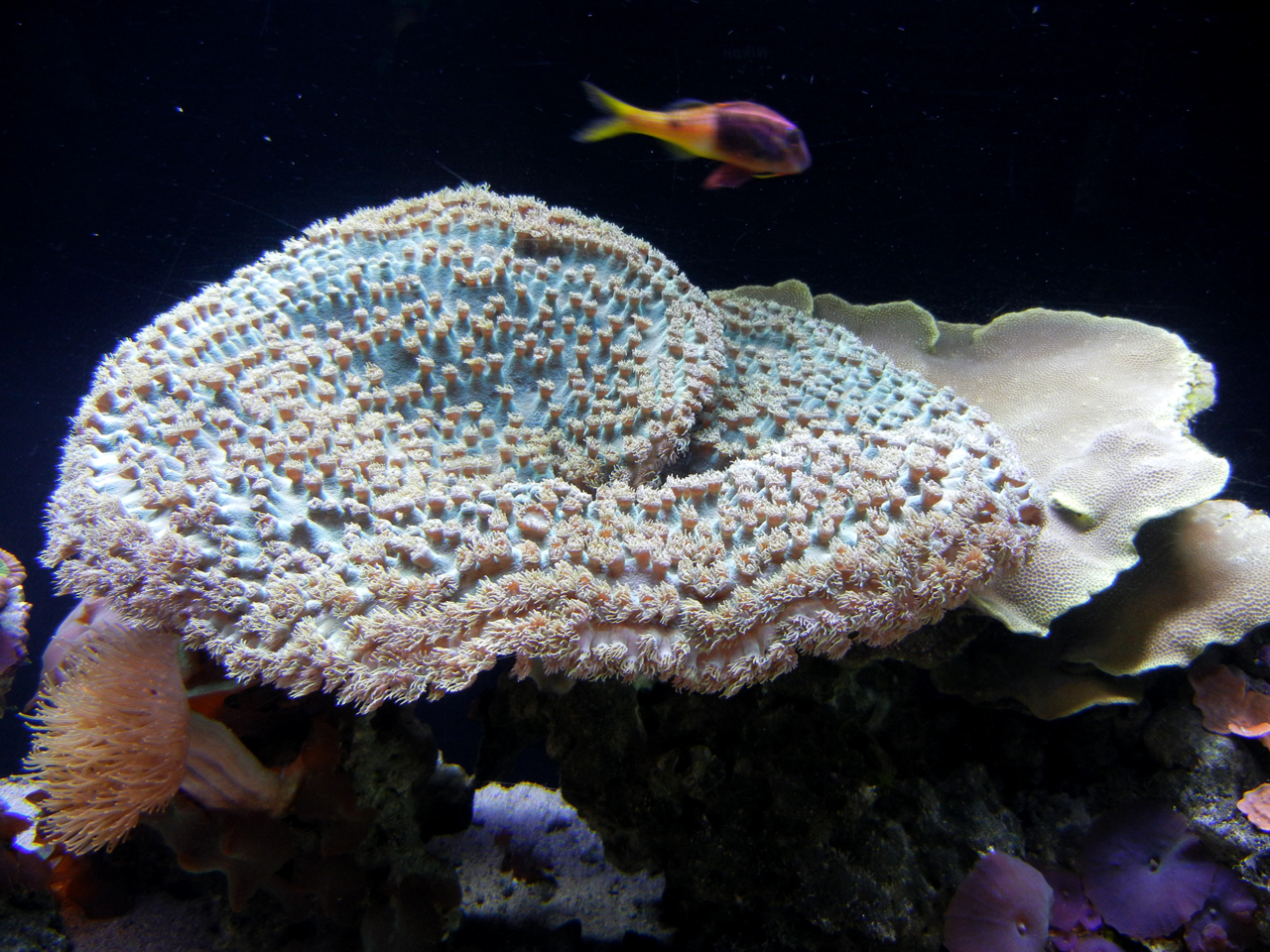
Turbinaria sp. en el acuario de Waikiki

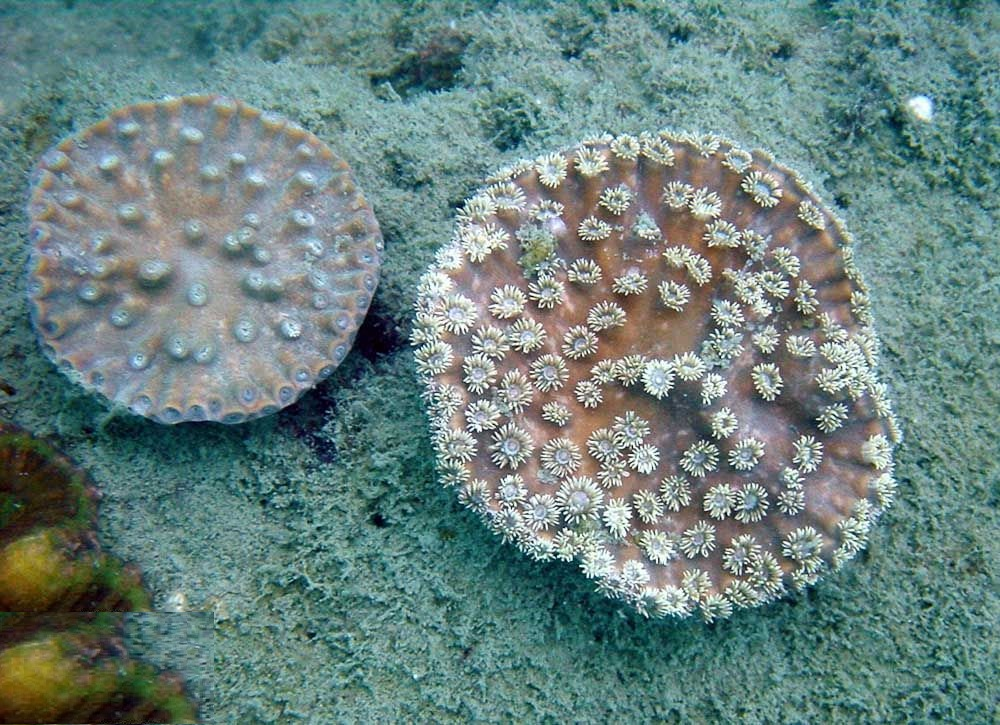
T. peltata en Koh Phangan, Tailandia

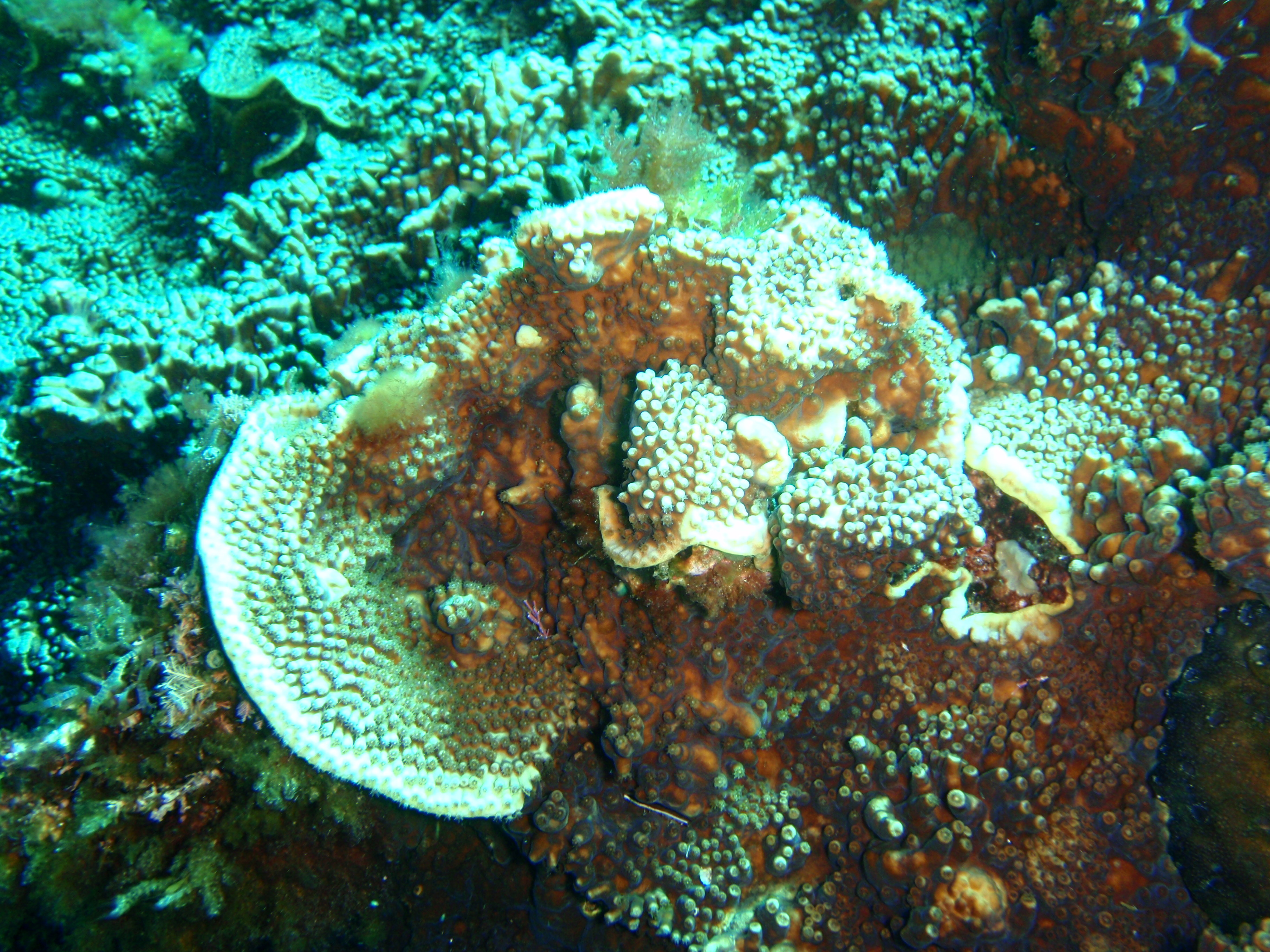
T. reniformis en King George Sound, Western Australia

El género de coral Turbinaria pertenece al grupo de los corales duros, familia Dendrophylliidae, orden Scleractinia.
Su esqueleto es macizo y está compuesto de carbonato cálcico. Tras la muerte del coral, su esqueleto contribuye a la generación de nuevos arrecifes en la naturaleza, debido a que la acción del CO2 convierte muy lentamente su esqueleto en bicarbonato cálcico, sustancia esta asimilable directamente por las colonias coralinas.
Este género se encuadra en los corales hermatípicos, que tienen algas simbiontes y son constructores de arrecifes.

## Especies
El Registro Mundial de Especies Marinas  incluye actualmente las siguientes especies en Turbinaria, de las cuales, la Unión Internacional para la Conservación de la Naturaleza reseña el estado de conservación:
- T. bifrons. Brueggemann, 1877. Estado: Vulnerable A4c
- T. conspicua. Bernard, 1896. Estado: Preocupación menor
- T. frondens. Dana, 1846. Estado: Preocupación menor
- T. heronensis. Wells, 1958. Estado: Vulnerable A4c
- T. irregularis. Bernard, 1896. Estado: Preocupación menor
- T. mesenterina. Lamarck, 1816. Estado: Vulnerable A4cd
- T. patula. Dana, 1846.  Estado: Vulnerable A4c
- T. peltata. Esper, 1794. Estado: Vulnerable A4cd
- T. radicalis. Bernard, 1896. Estado: Casi amenazada
- T. reniformis. Bernard, 1896. Estado: Vulnerable A4c
- T. stellulata. Lamarck, 1816. Estado: Vulnerable A4c

No obstante, debido a la constante revisión de la taxonomía de las especies y diferentes clados de la clase Anthozoa, provocada por las investigaciones filogenéticas, el Registro Mundial de Especies Marinas encuadra las siguientes especies en la categoría nomen dubium:
- Turbinaria agaricia Bernard, 1896 (nomen dubium)
- Turbinaria aspera Bernard, 1896 (nomen dubium)
- Turbinaria auricularis Bernard, 1896 (nomen dubium)
- Turbinaria brassica (Dana, 1846) (nomen dubium)
- Turbinaria brueggemanni Bernard, 1896 (nomen dubium)
- Turbinaria calicularis Bernard, 1896 (nomen dubium)
- Turbinaria carinata Nemenzo, 1971 (nomen dubium)
- Turbinaria conica Klunzinger, 1879 (nomen dubium)
- Turbinaria crater (Pallas, 1766) (nomen dubium)
- Turbinaria crispa Rehberg, 1892 (nomen dubium)
- Turbinaria gemmulata Verrill, 1875 (nomen dubium)
- Turbinaria globularis Bernard, 1892 (nomen dubium)
- Turbinaria immersa Yabe & Sugiyama, 1941 (nomen dubium)
- Turbinaria laminata Bernard, 1896 (nomen dubium)
- Turbinaria marmorea Rehberg, 1892 (nomen dubium)
- Turbinaria mollis Bernard, 1896 (nomen dubium)
- Turbinaria orbicularis Bernard, 1896 (nomen dubium)
- Turbinaria palifera (Lamarck, 1816) (nomen dubium)
- Turbinaria parvistella Saville Kent, 1871 (nomen dubium)
- Turbinaria plicata Bernard, 1896 (nomen dubium)
- Turbinaria pocilliformis Bernard, 1896 (nomen dubium)
- Turbinaria porcellanea Bernard, 1896 (nomen dubium)
- Turbinaria pulcherrima Bernard, 1896 (nomen dubium)
- Turbinaria quincuncialisOrtmann, 1889 (nomen dubium)
- Turbinaria sinensis Verrill, 1866 (nomen dubium)
- Turbinaria tayamai Yabe & Sugiyama, 1941 (nomen dubium)
- Turbinaria undata Bernard, 1896 (nomen dubium)
- Turbinaria yaelae Nemenzo, 1976 (nomen dubium)

## Morfología
Género fácilmente reconocible pero con especies de gran plasticidad fenotípica, dependiendo de las condiciones de las corrientes e iluminación, que las hace difícilmente diferenciables entre sí. A menudo con formas espirales en forma de jarrón o extendiéndose como frondes a modo de hojas, abanicos o pliegues. En algunos casos, presentan masas irregulares constituidas por capas de placas lobuladas. La única especie ramificada es T. heronensis. De color pardusco, con pólipos amarillo o blanco brillante y peristoma verdosa.
Con esqueleto esponjoso y poroso. Los coralitos son redondos y tienen los muros porosos, con la misma estructura que el coenesteum circundante. Los septa son cortos y limpios.
Tentáculos generalmente extendidos solo durante la noche, excepto la especie T. peltata que también los extiende durante el día, y con semejanza a una flor.
Los pólipos son muy pequeños y presentan unas células urticantes denominadas nematocistos, empleadas en la caza de presas microscópicas de fitoplancton.
Su coloración varía del marrón al verde, pasando por el amarillo y, en ocasiones violáceo.
Normalmente su tamaño es de entre 20 y 50 cm de diámetro, pero en ocasiones mucho mayor.

## Alimentación
Los pólipos contienen algas simbióticas; mutualistas (ambos organismos se benefician de la relación) llamadas zooxantelas. Las algas realizan la fotosíntesis produciendo oxígeno y azúcares, que son aprovechados por los pólipos, y se alimentan de los catabolitos del coral (especialmente fósforo y nitrógeno). Esto les proporciona entre el 75 y el 95% de sus necesidades alimenticias. El resto lo obtienen atrapando plancton microscópico y materia orgánica disuelta del agua.

## Reproducción
Se reproducen tanto asexualmente, por gemación, como sexualmente, liberando gran cantidad de esperma y huevos a la columna de agua, donde, una vez producida la fertilización, las larvas planctónicas deambulan por el agua arrastradas por las corrientes, antes de metamorfosearse en pólipos sésiles y generar una nueva colonia.

## Hábitat y distribución
Zonas profundas o fangosas. Algunas especies, como T. mesenterina pueden crecer en llanuras arrecifales muy turbias formando grandes colonias "repollo", ocupando extensiones superiores a 100 m² en la parte más somera de pendientes arrecifales, contribuyendo de forma importante a los sedimentos del arrecife con sus placas foliáceas. Otras especies, como T. frondens, forman grandes colonias, y abundan en arrecifes interiores turbios.
Se distribuye en el Indo-Pacífico, incluyendo el Mar Rojo y el Golfo Arábigo.

## Mantenimiento
Las Turbinarias son razonablemente robustas y agradecidas, tanto a la luz, como a la corriente. Una luz de moderada a alta satisfará a la mayoría de las colonias aclimatadas al acuario. Respecto a la corriente, parecen ser agradecidas a cualquier tipo, ya que adaptan su crecimiento al medio que les rodea.
Es un género poco agresivo con otros corales. Su arma para conseguir espacio, en orden a atrapar luz, es su rápido crecimiento frente a otras especies.
Aunque tengan zooxantelas, hay que alimentarlas con microplancton, al menos dos veces por semana.